# كارولين شتاين
كارولين شتاين هي مغنية ألمانية، ولدت في 1965 في كونيغشتاين إم تاونوس في ألمانيا.

## وصلات خارجية
- كارولين شتاين على موقع ميوزك برينز (الإنجليزية)
- كارولين شتاين على موقع أول ميوزيك (الإنجليزية)
- كارولين شتاين على موقع ديسكوغز (الإنجليزية)